# طواف سان سيباستيان 2014
طواف سان سيباستيان 2014 (بالإنجليزية: 2014 Clásica de San Sebastián) هو سباق دراجات هوائية أقيم بتاريخ 2 أغسطس 2014، تكون السباق من 1 مراحل وامتدّ لمسافة 219 كم، استغرق السباق 5 ساعة 31 دقيقة 16 ثانية. فاز به الإسباني أليخاندرو بالبيردي.

## الترتيب
| م                     | الدرّاج             | البلد   | الزمن                    |
| --------------------- | ------------------ | ------- | ------------------------ |
| الفائز بالترتيب العام | أليخاندرو بالبيردي | إسبانيا | 5 ساعة 31 دقيقة 16 ثانية |